# أندريه ماير (لاعب كرة قدم)
أندريه ماير (3 مارس 1965 ببادن في ألمانيا - ) هو لاعب كرة قدم سويسري في مركز الوسط. لعب مع نادي آراو ونادي بازل ونادي شافهاوزن ونادي كياسو ونادي بادن ‏.

## وصلات خارجية
- أندريه ماير (لاعب كرة قدم) على موقع قاعدة بيانات كرة القدم.إي يو (الإنجليزية)
- أندريه ماير (لاعب كرة قدم) على موقع عالم كرة القدم.نت (الإنجليزية)